# Фюкувка
Фюкувка (пол. Fiukówka) — село в Польщі, у гміні Кшивда Луківського повіту Люблінського воєводства.
Населення — 402 особи (2011).
У 1975-1998 роках село належало до Седлецького воєводства.

## Демографія
Демографічна структура станом на 31 березня 2011 року:
|          | Загалом | Допрацездатний вік | Працездатний вік | Постпрацездатний вік |
| -------- | ------- | ------------------ | ---------------- | -------------------- |
| Чоловіки | 206     | 46                 | 134              | 26                   |
| Жінки    | 196     | 41                 | 118              | 37                   |
| Разом    | 402     | 87                 | 252              | 63                   |